# 오나가 히지리
오나가 히지리(일본어: 翁長 聖, 1995년 2월 23일~)는 일본의 축구 선수이다.

## 구단 경력
그는 2017년 J2리그의 V-파렌 나가사키에 입단했다. 2017년 J2리그 준우승으로 J1리그로 승격했다. 2018년후 J2리그에 강등했다. 2019년까지 96경기에 출전하여, 6득점을 넣었다. 2020년 J2리그의 오미야 아르디자로 이적했다. 2022년부터 2023년까지 FC 마치다 젤비아에서 뛰었다. 2023년에 J2리그 우승을 차지했다. 2024년 J1리그의 도쿄 베르디로 이적했다.